# 耶澤羅撞擊坑
耶澤羅撞擊坑（英語：Jezero），又譯耶澤洛撞擊坑或傑澤羅撞擊坑，是火星北半球的一座撞擊坑，直徑47.52公里，座落於伊希地平原與大瑟提斯高原的交界帶北緣，中心座標18.41°N，77.69°E。該撞擊坑最晚約於36億年前的諾亞紀晚期（或赫斯珀利亞紀早期）形成，內部富含黏土礦物，在形成初期極可能是一座長期存在的湖泊。撞擊坑的名稱「耶澤羅」源自波士尼亞與赫塞哥維納中部的耶泽罗（塞爾維亞語： / Jezero），這個名稱在許多斯拉夫語族語言中都是指「湖泊」，即是由此而來。
撞擊坑的邊緣有兩座扇狀沉積區域，與類似河道的構造相通，普遍認為是當時來自尼利槽溝的河水沿河道沖破坑緣，匯入坑內形成湖泊之處。此外，探測衛星拍攝的影像顯示該區域尚留有河曲沙洲與倒轉河道，對這些地質構造的研究顯示，當耶澤羅撞擊坑還是湖泊時，注入湖泊的地表逕流或可源源不絕的供給水源，因此湖水水位長期都沒有明顯變動。
由於地質古老，地形豐富，加上可能保存早期生命訊息的三角洲，美國航太總署於2018年擇定耶澤羅撞擊坑為火星2020探測車任務的著陸地點，因此賦予該地點特殊的ICAO航用地名代碼JZRO。

## 古湖泊系統

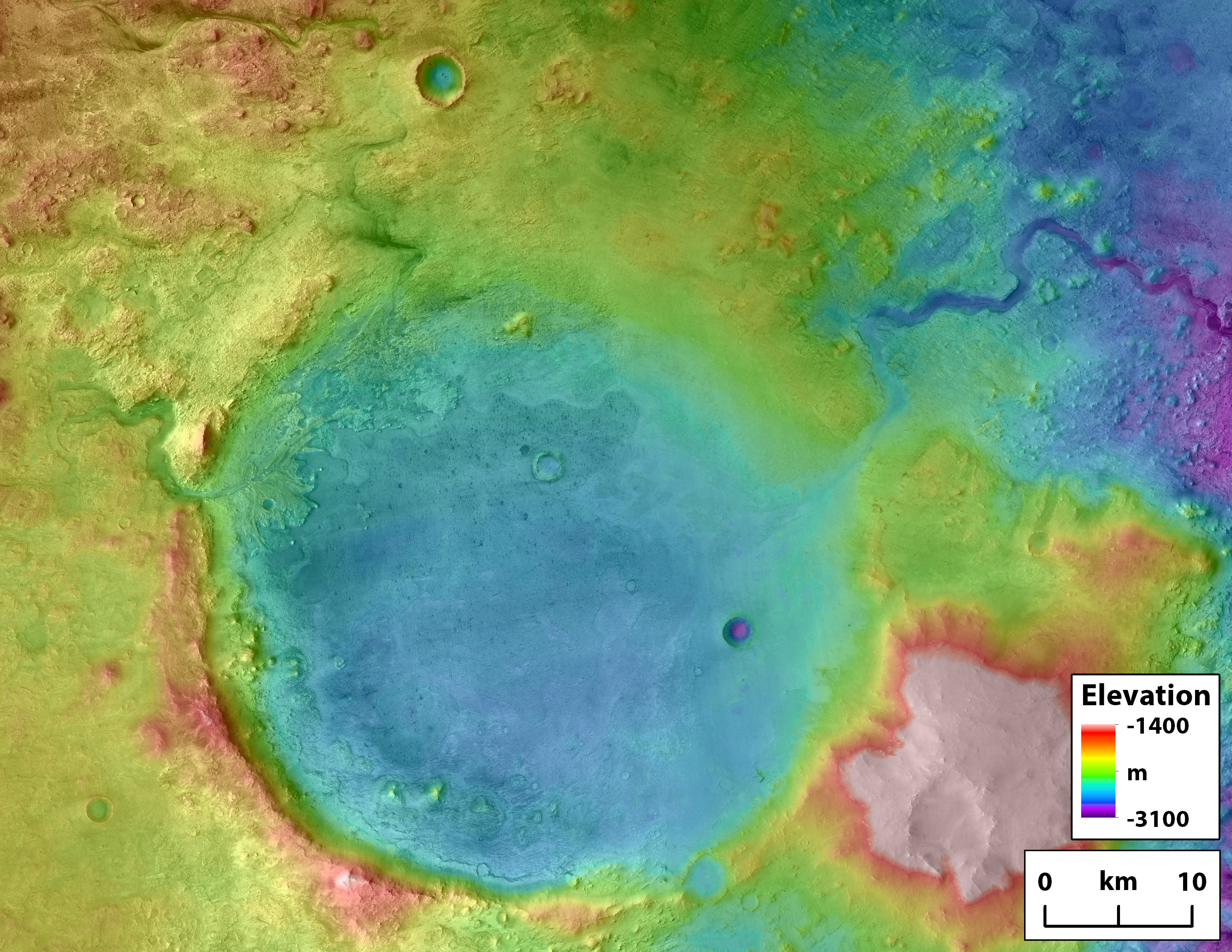
耶澤羅撞擊坑的地形圖

2000年代中期，行星地質學家透過火星全球探勘者號、2001火星奧德賽號和火星快車號等探測衛星記錄到的資料，在當時未獲命名的耶澤羅撞擊坑周圍發現數個峽谷系統，並在這些地點都檢測出含有屬於黏土礦物的膨潤石族礦物（smectite）。由於黏土礦物需在有水的環境下形成，能以此推論此處一度有水存在。此外，撞擊坑西側和北側的峽谷內部都有發達的彎曲溝槽，被認為是在撞擊坑形成後不久，由曲流形塑而成。而兩座峽谷在與撞擊坑相通處也都有三角洲沉積地形，顯示水流曾沿此二峽谷注入撞擊坑，形成一座深逾200公尺的湖泊；其中西側的三角洲有明顯的交錯分層沉積，呈現典型的鳥趾狀外觀（birdfoot delta）。撞擊坑東緣則連接另一座峽谷，推測是湖水流出的河道，通往地勢更低的伊希地平原。
美國行星地質學家山繆·尚恩（Samuel C. Schon）等人由撞擊坑的地貌和沉積模型推算，西側的三角洲需耗時100萬至1000萬年才能形成。